# Prochoerodes transvertens
Prochoerodes transvertens är en fjärilsart som beskrevs av Walker 1860. Prochoerodes transvertens ingår i släktet Prochoerodes och familjen mätare. Inga underarter finns listade i Catalogue of Life.